# T-ara Japan Tour 2012: Jewelry Box
T-ara Japan Tour 2012: Jewelry Box là chuyến lưu diễn đầu tiên tại Nhật Bản của nhóm nhạc nữ T-ara (Hàn Quốc), hỗ trợ cho việc ra mắt album tiếng Nhật đầu tiên của họ: Jewelry Box (2012). Chuyến lưu diễn bắt đầu từ ngày 19 tháng 6 năm 2012, tại Nhà hát Nghệ thuật Aichi Prefectural Arts Theater ở Nagoya, Nhật Bản và kết thúc vào ngày 26 tháng 7 tại Nippon Budokan, Tokyo, Nhật Bản. Chuyến lưu diễn đã thu hút tổng cộng 60.000+ fans đến tham dự, đặc biệt là đêm diễn ở Tokyo's Budokhan với 19.200 fans trên tổng số sức chứa 20.000.

## Danh sách
Main Set

Act 1
1. "Lovey-Dovey" (Japanese ver.)
2. "T-ARATiC MAGiC MUSiC"
3. "YAYAYA" (Japanese ver.)
4. "Apple is A" (Japanese ver.)

Act 2
1. "コジンマル～嘘～ (Lies)" (Japanese ver.)
2. "私がとても痛くて (I'm Really Hurt)" (Japanese ver.)
3. "ウェイロニ (Why Are You Being Like This)" (Japanese ver.)
4. "会いたかった (I Wanted to Meet You)" (Boram, Qri & Hwayoung)
5. "ORION" (Soyeon's solo)
6. "Freakum Dress" (Jiyeon, Eunjung & Hyomin)

Act 3
1. "あなたのせいで狂いそう (I Go Crazy Because Of You)" (Japanese ver.)
2. "Cry Cry" (Japanese ver.)
3. "Till The World Ends"
4. "初めてのように (Like The First Time)" (Japanese ver.)
5. "Bye Bye" (Japanese ver.)
6. "T.T.L (Time To Love)" (Japanese ver.)
7. "Bo Peep Bo Peep" (Japanese ver.)
8. "Roly-Poly" (Japanese ver.)

Encore
Nagoya
1. "Lovey-Dovey" (Japanese ver.)
2. "Roly-Poly" (Japanese ver.)
3. "Bo Peep Bo Peep" (Japanese ver.)

Osaka
1. "Roly-Poly" (Japanese ver.)
2. "YAYAYA" (Japanese ver.)
3. "Lovey-Dovey" (Japanese ver.)

Main Set

Act 1
1. "Roly-Poly" (Japanese ver.)
2. "ウェイロニ (Why Are You Being Like This)" (Japanese ver.)
3. "T-ARATiC MAGiC MUSiC"
4. "YAYAYA" (Japanese ver.)

Act 2
1. "コジンマル～嘘～ (Lies)" (Japanese ver.)
2. "Cry Cry" (Japanese ver.)
3. Eunjung, Hyomin & Jiyeon Dance Battle
4. "ORION" (Soyeon's solo)
5. "会いたかった (I Wanted to Meet You)" (Boram, Qri & Hwayoung)

Act 3
1. "あなたのせいで狂いそう (I Go Crazy Because Of You)" (Japanese ver.)
2. "私がとても痛くて (I'm Really Hurt)" (Japanese ver.)
3. "Apple is A" (Japanese ver.)
4. "Bo Peep Bo Peep" (Japanese ver.)
5. "初めてのように (Like The First Time)" (Japanese ver.)
6. "Bye Bye" (Japanese ver.)

Act 4
1. "Till The World Ends"
2. "T.T.L (Time To Love)" (Japanese ver.)
3. "Lovey-Dovey" (Japanese ver.)

Encore
1. "Roly-Poly" (Japanese ver.)
2. "YAYAYA" (Japanese ver.)
3. "Lovey-Dovey" (Japanese ver.)

Main Set

Act 1
1. "Roly-Poly" (Japanese ver.)
2. "ウェイロニ (Why Are You Being Like This)" (Japanese ver.)
3. "T-ARATiC MAGiC MUSiC"
4. "YAYAYA" (Japanese ver.)

Act 2
1. "コジンマル～嘘～ (Lies)" (Japanese ver.)
2. "Cry Cry" (Japanese ver.)
3. "Price Tage" (Areum's solo)
4. "Choo Choo TRAIN" (Eunjung, Hyomin & Jiyeon)
5. "Cutie Honey" (Soyeon's solo)
6. "会いたかった (I Wanted to Meet You)" (Boram & Qri) (Hwayoung didn't participate in the show due to injury.)

Act 3
1. "あなたのせいで狂いそう (I Go Crazy Because Of You)" (Japanese ver.)
2. "私がとても痛くて (I'm Really Hurt)" (Japanese ver.)
3. "Apple is A" (Japanese ver.)
4. "I'll Be Missing You" (Dani's solo)
5. "Bo Peep Bo Peep" (Japanese ver.)
6. "初めてのように (Like The First Time)" (Japanese ver.)
7. "Bye Bye" (Japanese ver.)

Act 4
1. "Day By Day"
2. "T.T.L (Time To Love)" (Japanese ver.)
3. "Lovey-Dovey" (Japanese ver.)

Encore
1. "Roly-Poly" (Japanese ver.)
2. "YAYAYA" (Japanese ver.)
3. "Lovey-Dovey" (Japanese ver.)

## Ngày diễn
| Ngày                | Thành phố | Quốc gia | Địa điểm                              |
| ------------------- | --------- | -------- | ------------------------------------- |
| 19 tháng 6 năm 2012 | Nagoya    | Nhật Bản | Aichi Prefectural Arts Theater        |
| 20 tháng 6 năm 2012 | Nagoya    | Nhật Bản | Aichi Prefectural Arts Theater        |
| 22 tháng 6 năm 2012 | Osaka     | Nhật Bản | Osaka International Convention Center |
| 23 tháng 6 năm 2012 | Osaka     | Nhật Bản | Osaka International Convention Center |
| 24 tháng 6 năm 2012 | Osaka     | Nhật Bản | Osaka International Convention Center |
| 25 tháng 6 năm 2012 | Fukuoka   | Nhật Bản | Fukuoka Sun Palace Hotel and Hall     |
| 26 tháng 6 năm 2012 | Fukuoka   | Nhật Bản | Fukuoka Sun Palace Hotel and Hall     |
| 28 tháng 6 năm 2012 | Sendai    | Nhật Bản | Zepp Sendai                           |
| 30 tháng 6 năm 2012 | Sapporo   | Nhật Bản | Zepp Hokkaido                         |
| 25 tháng 7 năm 2012 | Tokyo     | Nhật Bản | Nippon Budokan                        |
| 26 tháng 7 năm 2012 | Tokyo     | Nhật Bản | Nippon Budokan                        |